# Rauchabsauger

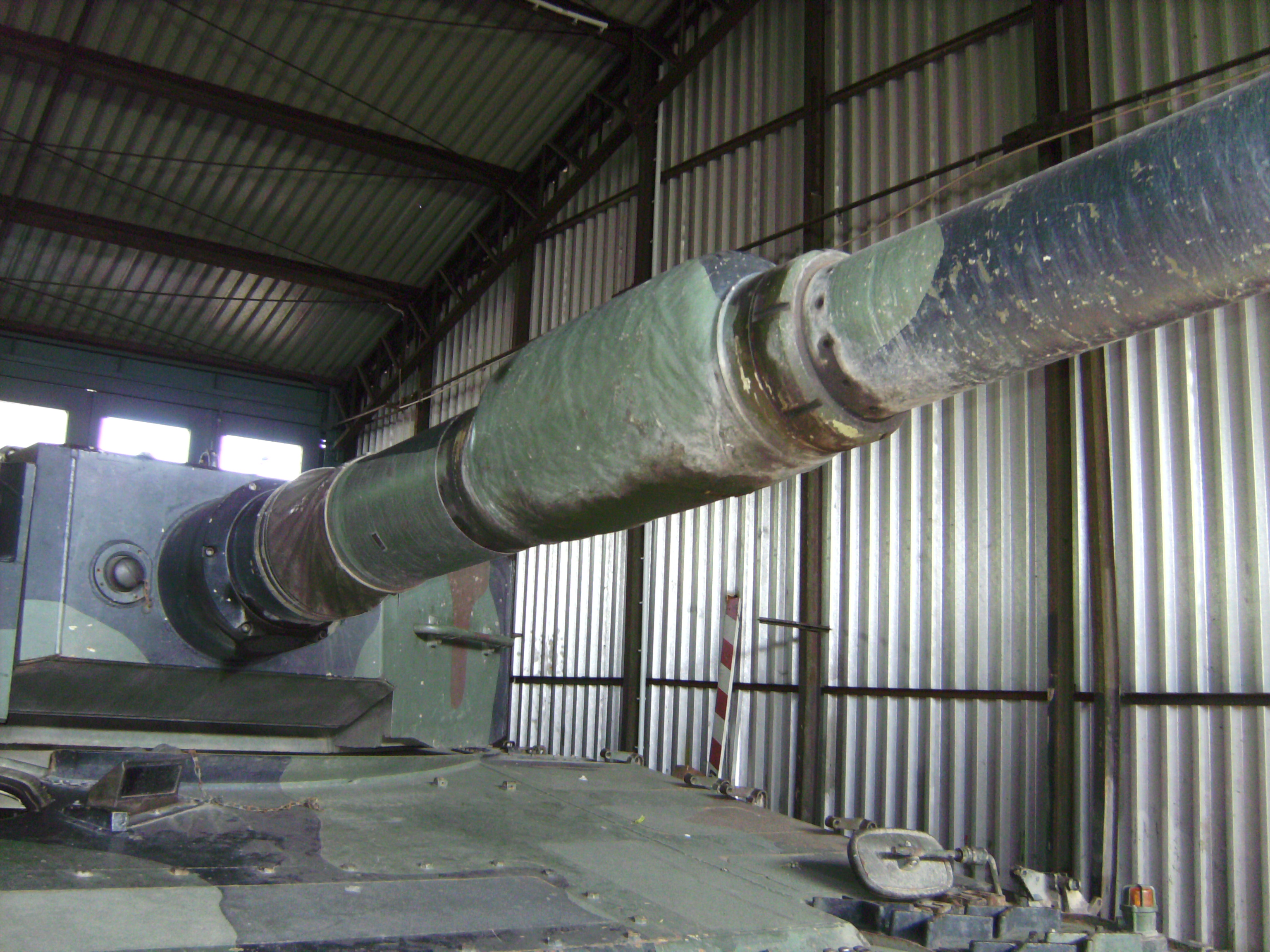
Rauchabsauger eines Leopard 2 A4 mit GFK-Ummantelung

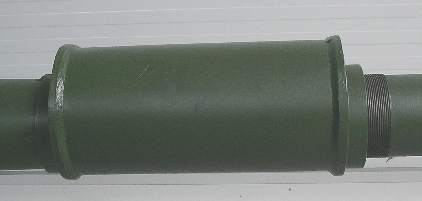
Rauchabsauger ohne Ummantelung des Rohrs

Ein Rauchabsauger ist ein Teil moderner Geschütze, der verhindert, dass eine erhebliche Menge der beim Schuss entstehenden Verbrennungsgase das Geschützrohr durch den nach dem Schuss zu öffnenden Verschluss verlassen. Rauchabsauger werden üblicherweise nur bei Geschützen eingesetzt, deren Verschluss sich in einem geschlossenen Kampfraum befindet, um die Besatzung vor gesundheitlichen Problemen (wie Atembeschwerden oder Augenreizungen) und vor Explosionen zu schützen.

## Geschichte
Bevor Rauchabsauger eingesetzt wurden, kam – z. B. bei deutschen Panzern im Zweiten Weltkrieg – eine Rohrausblasvorrichtung zum Einsatz, die verbleibende Verbrennungsgase mittels Druckluft aus dem Rohr beförderte.
Die ersten mit Rauchabsaugern ausgestatteten Panzer waren die M26A1, die nach dem Zweiten Weltkrieg (1948) mit der 90-mm-Kampfwagenkanone M3A1 nachgerüstet wurden. Der erste serienmäßig mit einem Rauchabsauger ausgestattete amerikanische Panzer war der ab 1951 in Serie produzierte M41 Walker Bulldog, ihm folgte der M47 Patton. Der erste sowjetische Panzer mit einem Rauchabsauger war der T-54A, der 1955 in Serienproduktion ging. Bei diesen ersten Anwendungen des Rauchabsaugers in Kampfpanzern wurden sie nahe der Mündung angeordnet. Ab der nächsten Generation (T-62, Panzer mit Royal Ordnance L7) wanderten die Rauchabsauger in die Rohrmitte. Bei neueren westlichen Panzern ist der Rauchabsauger exzentrisch oberhalb der Rohrachse angebracht, bei sowjetischen/russischen Modellen liegt er konzentrisch in der Rohrachse.

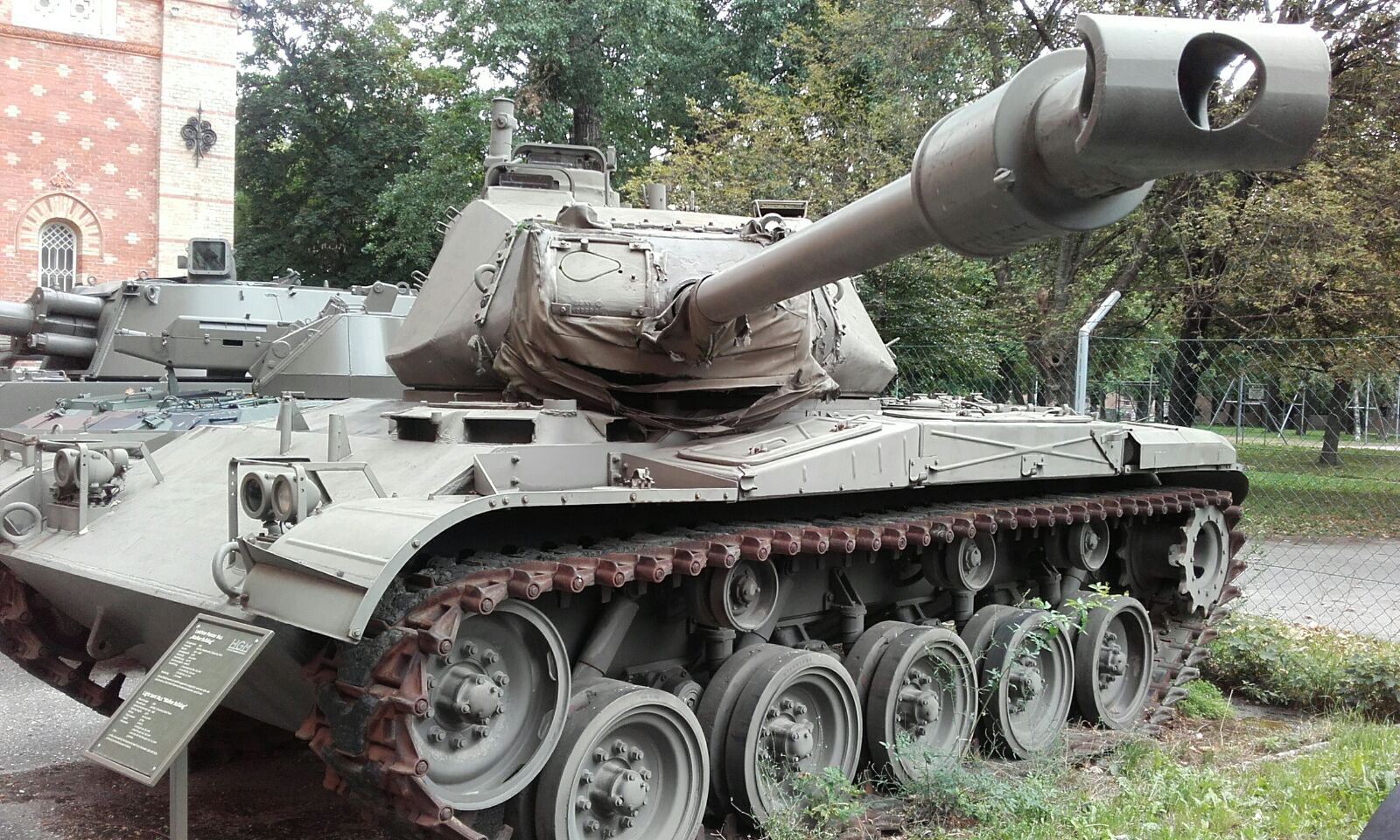
M32 des M41
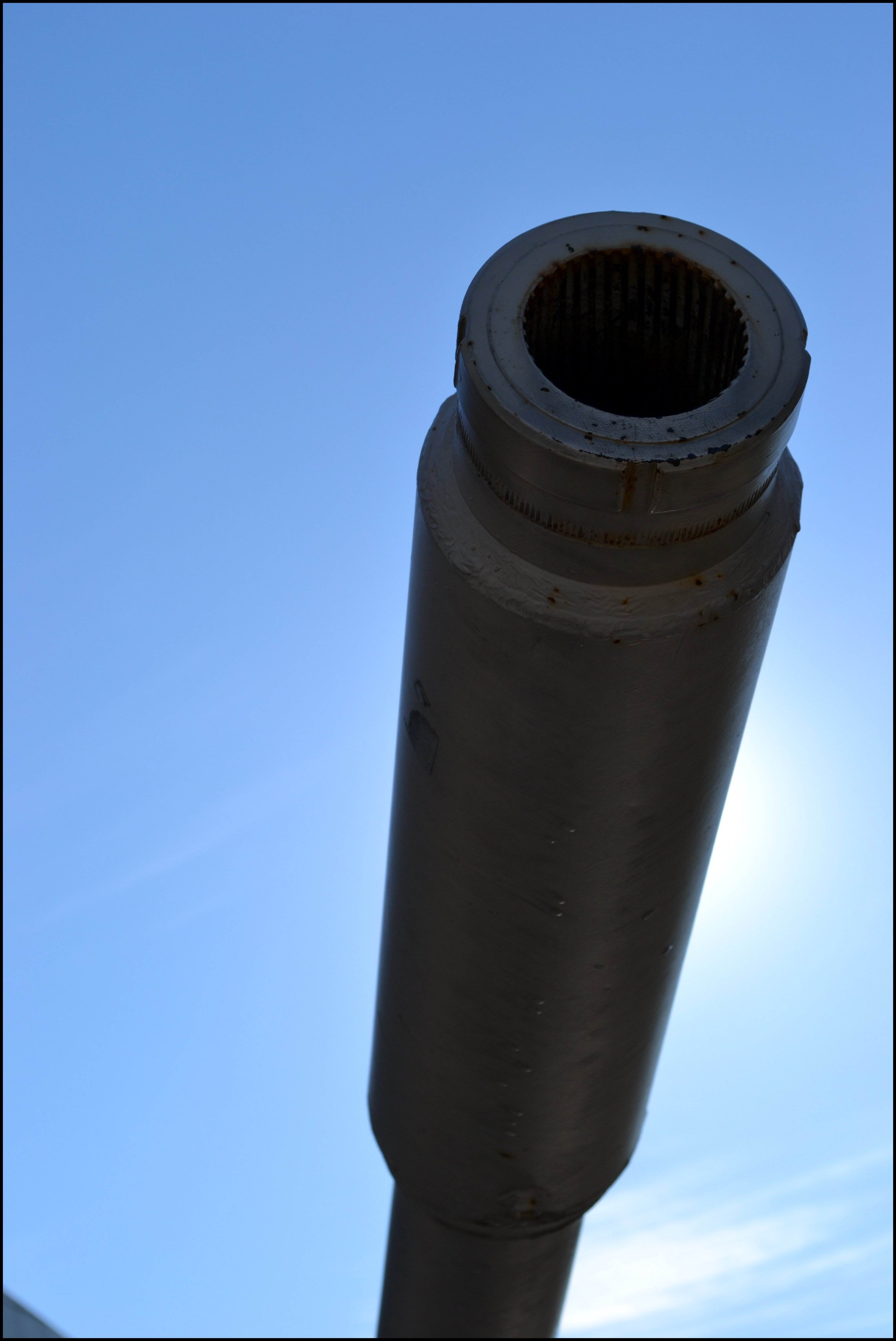
D-10T des T-55
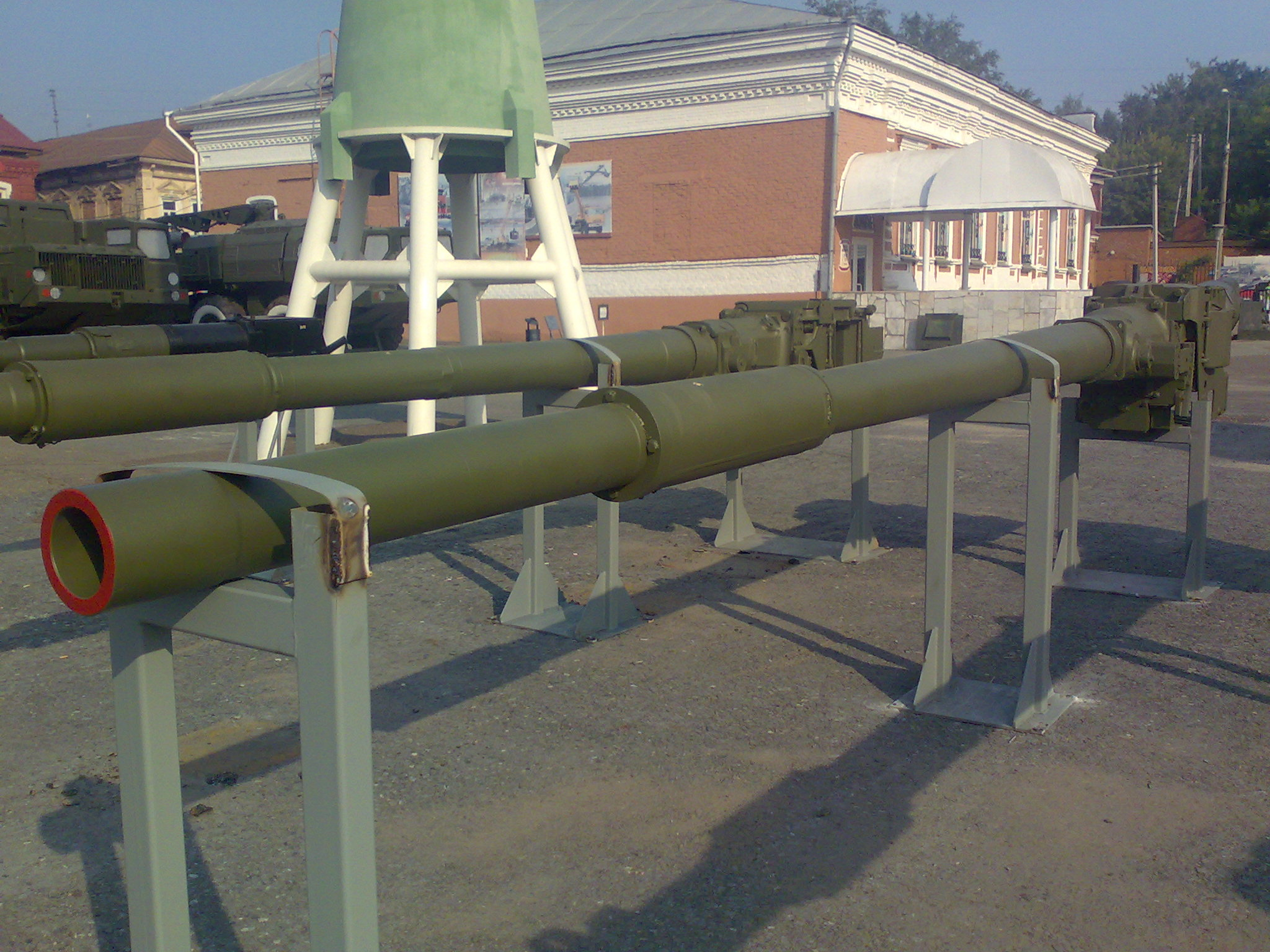
U-5TS des T-62
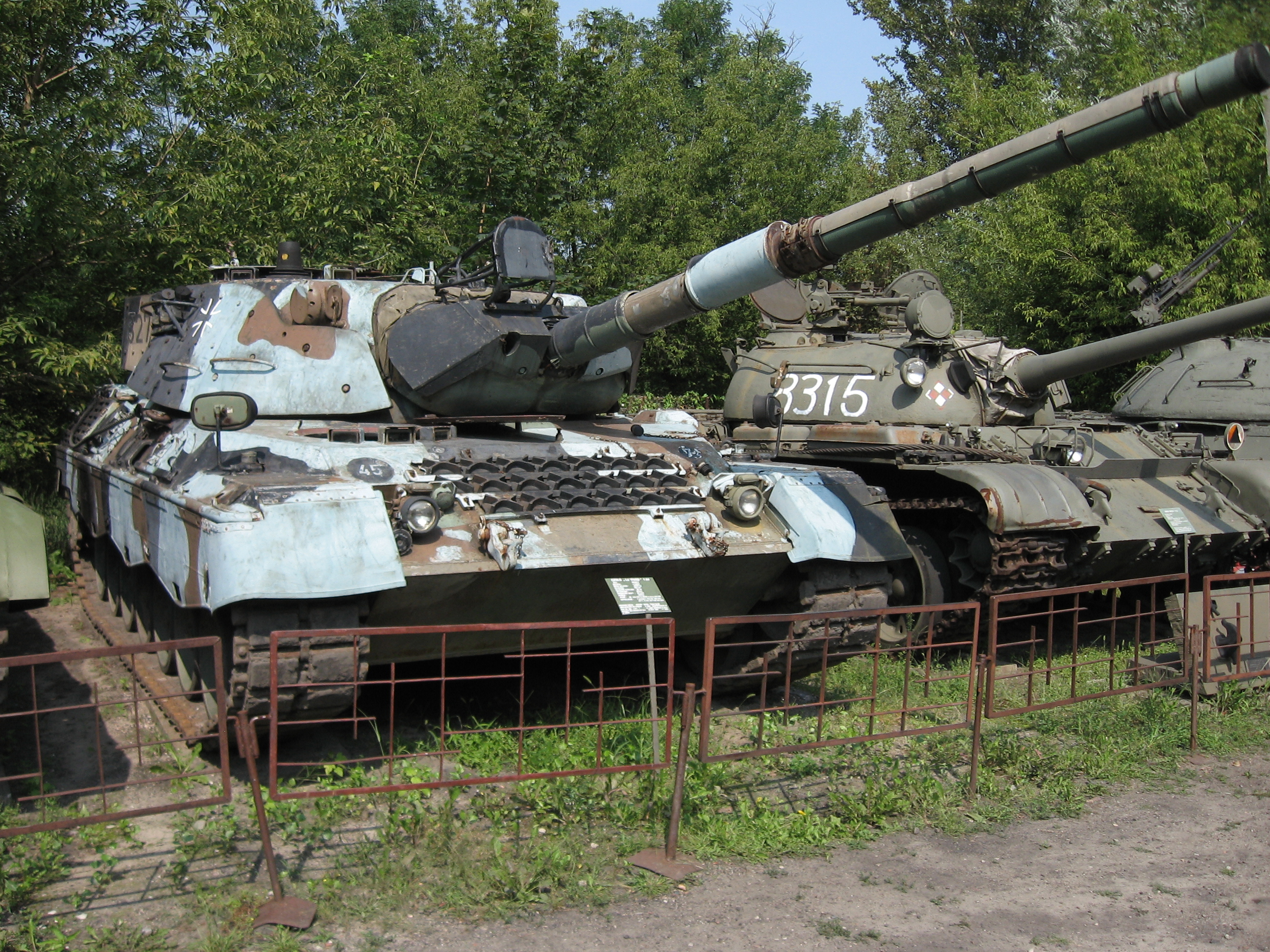
L7A3 des Leopard 1

## Wirkungsweise

Animation eines Rauchabsaugers
Bei einigen Rauchabsaugern befinden sich in den vorderen (hier: linken) Bohrungen Rückschlagventile.

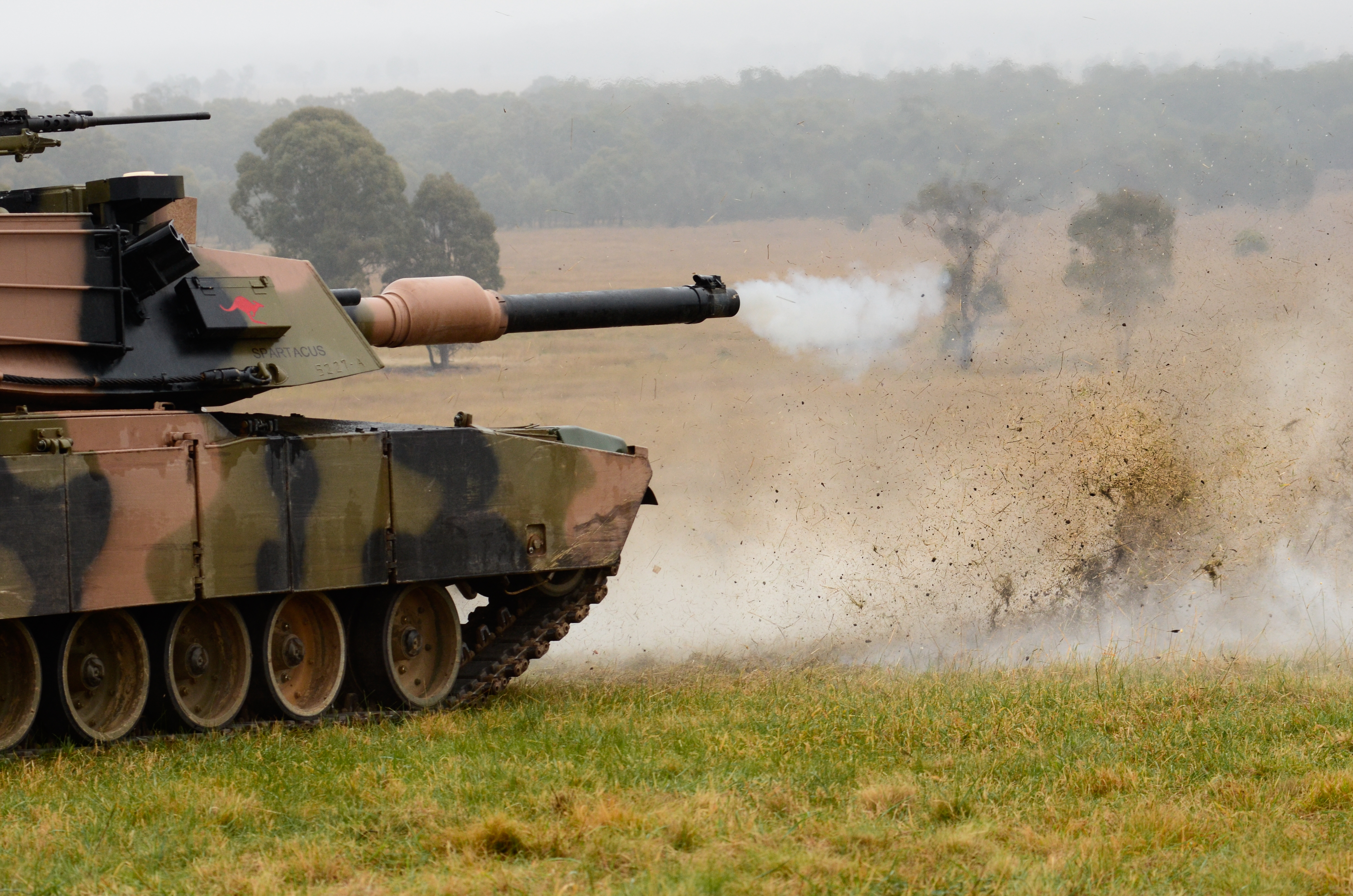
Ausströmender Rauch nachdem das Geschoss den Lauf verlassen hat

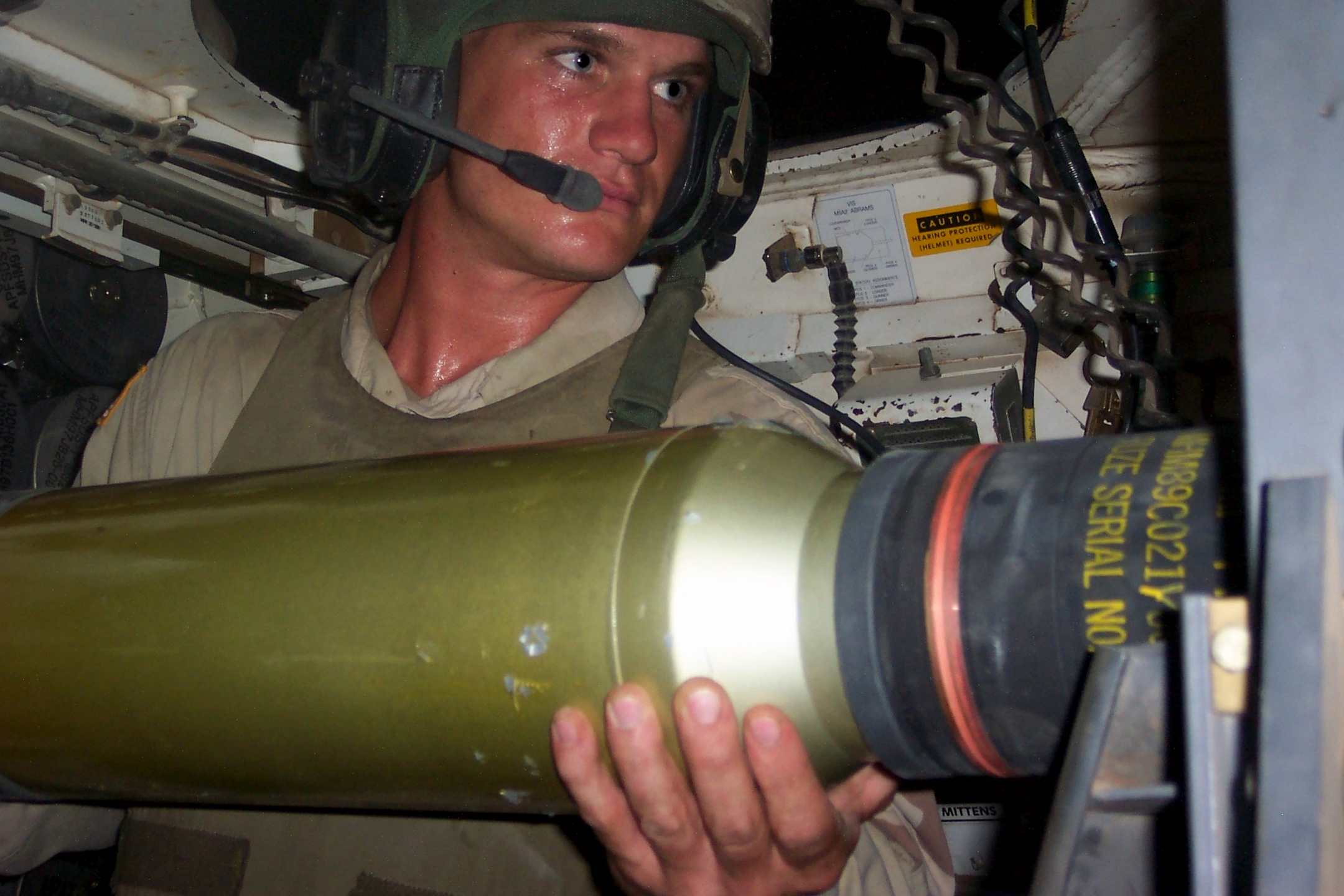
Der nach vorne ausströmende Rauch gelangt damit nicht in den Kampfraum des Panzers.

Der Rauchabsauger besteht als technisches Gerät aus einem Hohlkörper aus Stahl in Form einer Hülse von etwa 50 bis 70 cm Länge, der über das Geschützrohr geschoben und dort gasdicht fixiert wird. Innerhalb des Bereichs dieser Hülse befinden sich (in der Regel vier) von außen nach innen schräg nach vorn gerichtete Bohrungen in der Wand des Geschützrohres. Durch den Treibladungsabbrand bildet sich zwischen Geschoss und Verschlussboden ein Überdruck, der sich – nachdem das Geschoss die Bohrungen passiert hat – auch im Hohlraum des Rauchabsaugers aufbaut. Nachdem das Geschoss das Rohr verlassen hat, fällt dort der Druck schneller ab als im Rauchabsauger, der dort so für kurze Zeit entstehende Überdruck lässt die im Rauchabsauger verbliebenen Rauchgase durch die Bohrungen zurück ins Rohr zur Mündung hin strömen. Da während dieses Strömungsvorganges der Verschluss geöffnet ist, werden im Rohr verbliebene Verbrennungsgase in Richtung Mündung gesaugt und aus dem Rohr transportiert. Die Wirkung beruht auf der Funktionsweise der Strahlpumpe.